# 安藤信仁
安藤 信仁（あんどう のぶひと、1978年6月9日 - ）は、静岡県出身のフットサル指導者。

## 来歴
鹿屋体育大学体育会サッカー部在部中に全日本フットサル選手権大会で活躍。1999年にはフットサル日本代表としてアジア選手権に出場した。
大学卒業後はカスカヴェウ東京やバルドラール浦安でプレー。これに併行し長らくFC東京のスクールコーチを続けていた。

## 所属クラブ
- 静岡市立清水商業高等学校
- 鹿屋体育大学体育会サッカー部
  - GREAT HOCHI POCHI
- カスカヴェウ東京 (現：ASVペスカドーラ町田)
- 2004年 - 2008年 PREDATOR / バルドラール浦安[3]
- 2009年 - 2016年 カフリンガ東久留米[7] / FCフエンテ東久留米[4]

## 指導歴
- 2002年 - 2016年 FC東京普及部アシスタントコーチ
- カフリンガ東久留米 監督 / コーチ (選手兼任)
- 2016年 - 2020年 ソルティーロサッカースクールコーチ
- 2020年 - ASフットボールスクール